# Пожар в Национальном музее Бразилии
Пожар в Национальном музее Бразилии — пожар 2 сентября 2018 года во дворце Сан-Кристован (Рио-де-Жанейро), где располагался Национальный музей Бразилии. В музее хранилось более 20 миллионов предметов, из которых, по предварительным оценкам, девять десятых были уничтожены огнём. Причина возгорания, произошедшего около 19:30 по местному времени (23:30 UTC), по состоянию на 12 сентября не установлена.

## Пожар
Пожар охватил все три этажа здания. Люди не пострадали, но огонь стремительно уничтожил практически всю коллекцию. Согласно заявлениям властей, причиной пожара стала халатность. Трагедии можно было избежать, если бы предложенный ранее проект реорганизации музея удалось осуществить. Сотрудники музея ранее неоднократно жаловались на сокращения финансирования и ветшающее здание музея. В июне этого же года музей отметил своё 200-летие.

## Последствия
Музей обладал одной из крупнейших коллекций в Северной и Южной Америках, состоящей из животных, насекомых, минералов, индейской посуды, египетских и южноамериканских мумий и древностей, археологических артефактов, метеоритов, окаменелостей и многих других экспонатов. Среди них были представлены древнеегипетские фрагменты рельефных изображений, маски, статуэтки божеств из бронзы, камня и дерева, коробки для каноп, алебастровые чаши, погребальные конусы, украшения, амулеты и прочее. В экспозицию входил скелет древней женщины, насчитывавший 12 тысяч лет и являвшийся древнейшим скелетом человека, когда-либо найденным на американском континенте.
Президент Бразилии Мишель Темер счёл пожар «неисчислимой» утратой исторического и культурного наследия страны.
Мэр Рио-де-Жанейро Марцело Кривелла призвал восстановить из пепла, воссоздать пусть и в копиях экспонаты, которые сохранят память о королевской семье, подарившей народу Бразилии независимость, империю и конституцию. Бразильский политик и общественный деятель Марина Силва назвала пожар лоботомией бразильской памяти.
Археолог Захи Хавасс напомнил о необходимости репатриации египетских артефактов и призвал ЮНЕСКО провести контроль над музеями, чтобы выявить, достаточно ли сохранно и надёжно содержатся в них артефакты.
Новость о пожаре стремительно облетела Рио-де-Жанейро. Сотни возмущённых жителей собрались у ворот остывающего здания музея ранним утром понедельника.
Музеи мира выражали соболезнования в связи с трагедией. Президент Союза музеев России, генеральный директор Государственного Эрмитажа Михаил Пиотровский назвал пожар в Национальном музее Бразилии «культурной трагедией» и выразил готовность Музейного сообщества оказать бразильским коллегам профессиональную помощь.
Студенты музейного дела из Федерального университета Рио-де-Жанейро призвали людей присылать любые фотографии и видео уничтоженной коллекции музея. За час они получили около 14 тысяч видео, фотографий и рисунков экспонатов.

12 сентября 2018 года объявлено о плане по защите руин музея, предполагающий:
- возведение деревянной конструкции вокруг музея для его защиты,
- укрепление здания от угрозы оползня,
- широкий навес для защиты от дождя,
- модульные здания на прилегающей территории, служащие временными лабораториями,
- траты в 10 миллионов бразильских реалов.